# Cisitalia 202
 Cisitalia 202 är en sportbil, tillverkad av den italienska biltillverkaren Cisitalia mellan 1947 och 1952.

## Cisitalia 202
Sedan Dante Giacosa tagit fram Cisitalias första bil, formelbilen D46, ville Piero Dusio se en sportbil som nästa modell. Cisitalia 202 konstruerades av Giacosas efterträdare Giovanni Savonuzzi och baserades på D46-modellens rörram. Likt formelbilen hämtades motor och hjulupphängningar från Fiat Balilla. Savonuzzi ritade en enkel kaross med lågt luftmotstånd som sedan byggdes i aluminium av Pininfarina. Formgivningen ansågs så lyckad att bilen hamnade på Museum of Modern Art i New York, där den fortfarande är en del av museets permanenta utställningar. Trots dess enkla bakgrund var bilen tillräckligt lätt och aerodynamisk för att nå en toppfart på 160 km/h. Senare tillkom en ännu snabbare version med motorn trimmad till 60 hk med hjälp av dubbla Weber-förgasare. 
Produktionstakten sjönk betänkligt i samband med Dusios plötsliga avresa till Argentina och Pininfarina sade upp kontraktet efter de första 100 bilarna. Övriga karosser byggdes av Stabilimenti Farina och Vignale.

## Motorsport
Cisitalia 202 byggdes även i tävlingsutförande med motorer trimmade upp till 75 hk. Främsta framgången kom i Mille Miglia 1947, den första tävlingen efter andra världskriget. Tazio Nuvolari ledde nästan hela vägen från start till mål, men motorproblem gjorde att han till slut tappade segern till Clemente Biondetti i en flerdubbelt större Alfa Romeo 8C. 

## Cisitalia 202D
På Internationella bilsalongen i Genève 1952 presenterades en vidareutvecklad efterföljare kallad 202D. Modellen hade en stor fyrcylindrig motor från BRM på 2,0 eller 2,8 liter. Bakre hjulupphängningen bestod av en De Dion-axel från Lancia Aurelia. Endast fem bilar byggdes fram till 1955.